# Kontakto

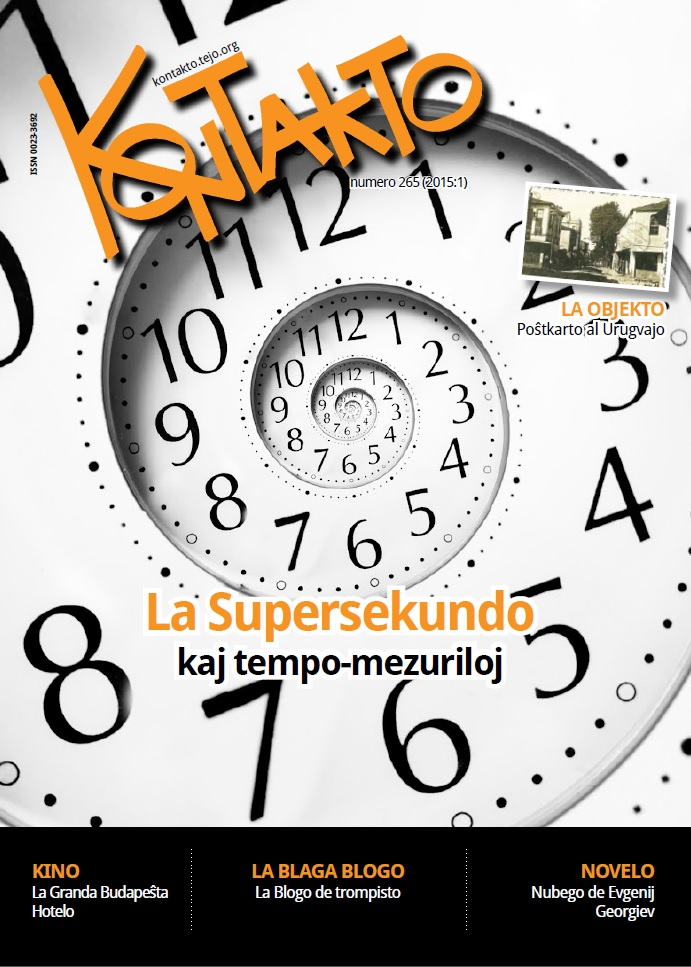

Kontakto (En español: "Contacto") es una revista bimenstral publicada en Esperanto, está destinada principalmente a un público joven y trata distintos temas como países, pueblos, culturas, sociedad y política entre muchos otros. Es una revista redactada por TEJO y publicada por la UEA, es leída en más de 90 países. Kontakto fue fundada en 1963 y su primer redactor fue Humphrey Tonkin. En la actualidad el redactor a cargo es Rogener Pavinski.
Miembros individuales y suscritos a TEJO reciben la revista automáticamente, personas ciegas pueden recibir un casete con una versión hablada del número de la revista totalmente sin costo. También existe una versión en línea con los últimos números de la revista para aquellos que estén suscritos a TEJO o a la revista.

## Temas de la revista
En general, la revista trata los temas más diversos relacionados con la vida social en todo el sentido de la palabra: política, historia, aficiones, viajes, etc. Cotidianamente cada número de Kontakto tiene su tema principal, pero también aparecen temas de cualquier índole. Regularmente aparecen reseñas acerca de libros y discos. Hay que tener en cuenta que Kontakto no es una revista con temas del movimiento esperantista, por lo que reportajes acerca de temas meramente esperantistas no son publicados frecuentemente (solamente si el reportaje contiene además algún otro tema distinto de interés).
Después de la decisión de los dirigentes de TEJO de dejar de publicar su otra revista TEJO Tutmonde, la cual era trataba temas más concernientes al movimiento esperantista, desde el 2011 aparece dentro de Kontakto una sección dedicada al esperanto llamado "Kontakto-movade".

## Colaboradores
Autores y colaboradores de Kontakto provienen de todas partes del mundo, y uno siempre es bienvenido a contribuir con su (preferiblemente original) artículo a la revista. Los autores reciben un ejemplar gratuito de la revista.

## Kontakto para ciegos
Personas ciegas o con una gran discapacidad de la visión pueden recibir una versión hablada de la revista totalmente sin costo, para ello es requisito enviar dos casetes de 60 minutos a Elise Lauwen, Fort Alexanderstraat 16, NL-5241 XG, Rosmalen, Holanda.

## Historia
La primera Kontakto apareció en 1963, pero la idea de crear un "foro libre" y "una revista auténtica acerca de temas interesantes para jóvenes esperantistas" nació en 1962. La sociología y el humor fueron los campos preferidos de Humphrey R. Tonkin, el primer redactor de Kontakto. Stefan Maul de origen alemán tomo la redacción de la revista en 1966 (14 años después, en 1980, creó la revista Monato). En 1968 tomo la redacción Roman Dobrzyński, el cual prefería temas culturales (literatura, fotografía, historia, arte, etc). Desde 1970 hasta 1974 Kontakto fue redactado por Ulrich Lins, Simo Milojević y Hans Zeilinger, después de un años este último fue reemplazado por Wim Jansen
En 1976 la revista se trasladó a Finlandia y la redacción quedó a cargo del italiano Giorgio Silfer y el finés Jouko Lindstedt. Desde 1978 la antorcha de la redacción la tomó Stefan MacGill de Nueva Zelanda y el centro de redacción se trasladó a las oficinas centrales de la UEA, en su labor contó con la colaboración hasta finales de 1979 de Giulio Cappa, desde esa fecha lo reemplazó Dario Besseghini. Stefan dejó su trabajo de redactor principal en 1980 pero continuo en la revista como redactor técnico hasta 1986. Junto a Dario se le añadió entonces Karl Pov.
A comienzos de la década de 1980 la revista se distanció de los temas sociopolíticos y apareció la revista Monato como respuesta a la falta de una revista política, en 1983 apareció la revista TEJO Tutmonde para abarcar temas acerca del movimiento esperantista, desde entonces gran parte de los artículos de Kontakto aparecen en un lenguaje fácil, perfecto para esperantistas que apenas empiezan a perfeccionar el idioma. La redacción de las partes en lenguaje fácil se llevó a cabo por Anna Brennan, la cual creó una lista de las raíces esperantistas más frecuentes y que son usadas en artículos en "lenguaje fácil" y "muy fácil", a la labor de Anna se le sumó en 1987 Leif Nordenstorm, el cual se convirtió desde 1986 en el único redactor, este abandono el proyecto en 1989.
El primer número de la 1990 fue inaugurado por el redactor Francisco Javier Moleón, el segundo número fue redactado por István Ertl, el cual en 1992 fue elegido como redactor de la revista "Esperanto". En ese entonces Kontakto entró en una nueva era con un nuevo redactor, rancisco Veuthey, con un nuevo estilo, nuevo logo y nuevas ideas. El número de suscriptores creció mucho y alcanzó la cifra récord de 2050. Sabira Ståhlberg trabajo para Kontakto desde 1998 hasta 2001.
Desde 2002 y hasta 2005 la revista es redactada por Ĵenja Amis con ayuda de Joel Amis, el corrector principal desde la edición #197 (2003:4) fue Paŭlo Moĵajev, y fue él quien tomó la redacción desde el verano de 2007. Desde el otoño de 2010 el redactor principal es Rogener Pavinski.